# Ausetani

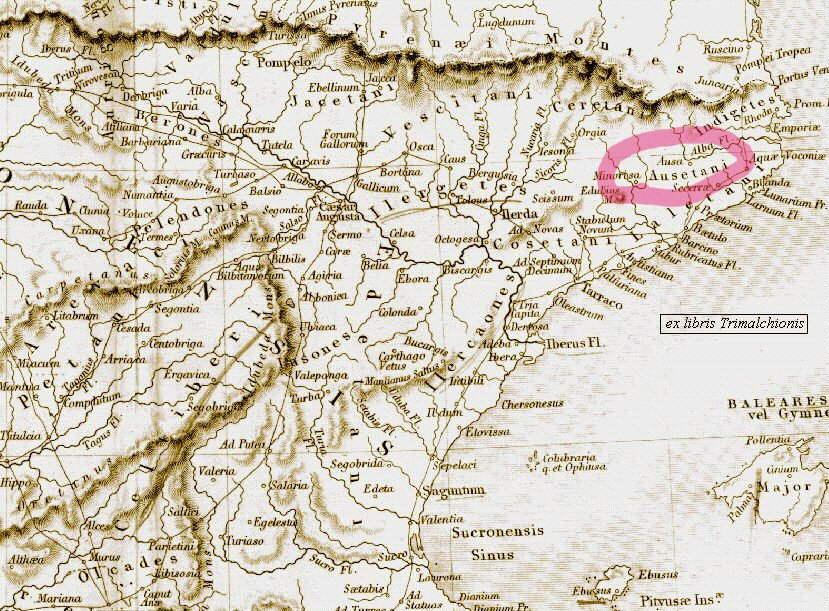
Vị trí của người Ausetania ở Iberia

Người Ausetani là một tộc người Iberes cổ đại (trước thời La mã) ở bán đảo Iberia (người La Mã gọi là Hispania). Họ được tin là đã nói tiếng Iberes. Họ sống ở vùng đất được đặt theo tên của mình là Ausona, ngoài ra tên của họ còn được đặt cho thành phố Ausa của người La Mã.
Người Ausetani đã đúc những đồng tiền xu của riêng mình, chúng có khắc dòng chữ ausesken bằng chữ viết đông bắc Iberia mà được hiểu theo tiếng Iberes như là một sự tự ám chỉ đến tên gọi của dân tộc này: từ người Ausetani hoặc từ những người của Ausa.